# Pseudolarentia atrosigillata
Pseudolarentia atrosigillata är en fjärilsart som beskrevs av Walker 1863. Pseudolarentia atrosigillata ingår i släktet Pseudolarentia och familjen mätare. Inga underarter finns listade.